# Sordun
Con sordun ci si riferisce a un particolare registro dell'organo.

## Struttura
Il sordun è un registro ad ancia della famiglia dei regali, molto popolare fra gli organari della Germania del nord nel corso del XVII secolo, dotato di canne corte alla cui sommità sono presenti dei risuonatori. È possibile trovarlo, solitamente nella pedaliera, nelle misure da 32', 16' e 8'. Il suo suono è molto simile a quello del rankett.
È anche conosciuto con i nomi di Sordunenregal e Sordunregal in tedesco, di Sourdin in francese e come Tromba in Sordina in italiano